# Geotomini

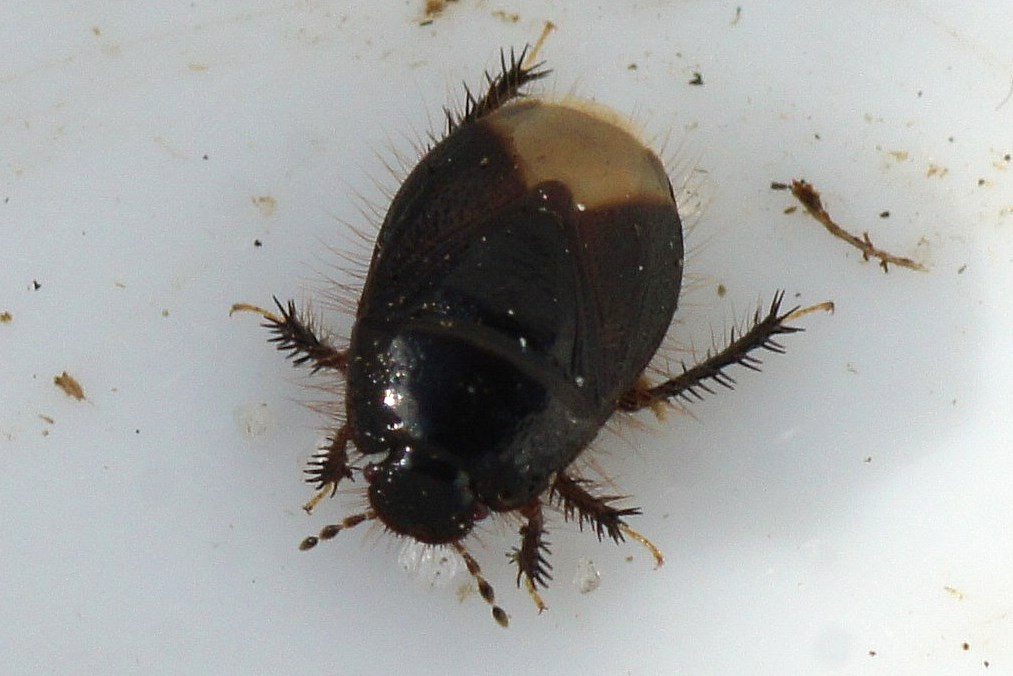
Ziemik włochatobrzuchy

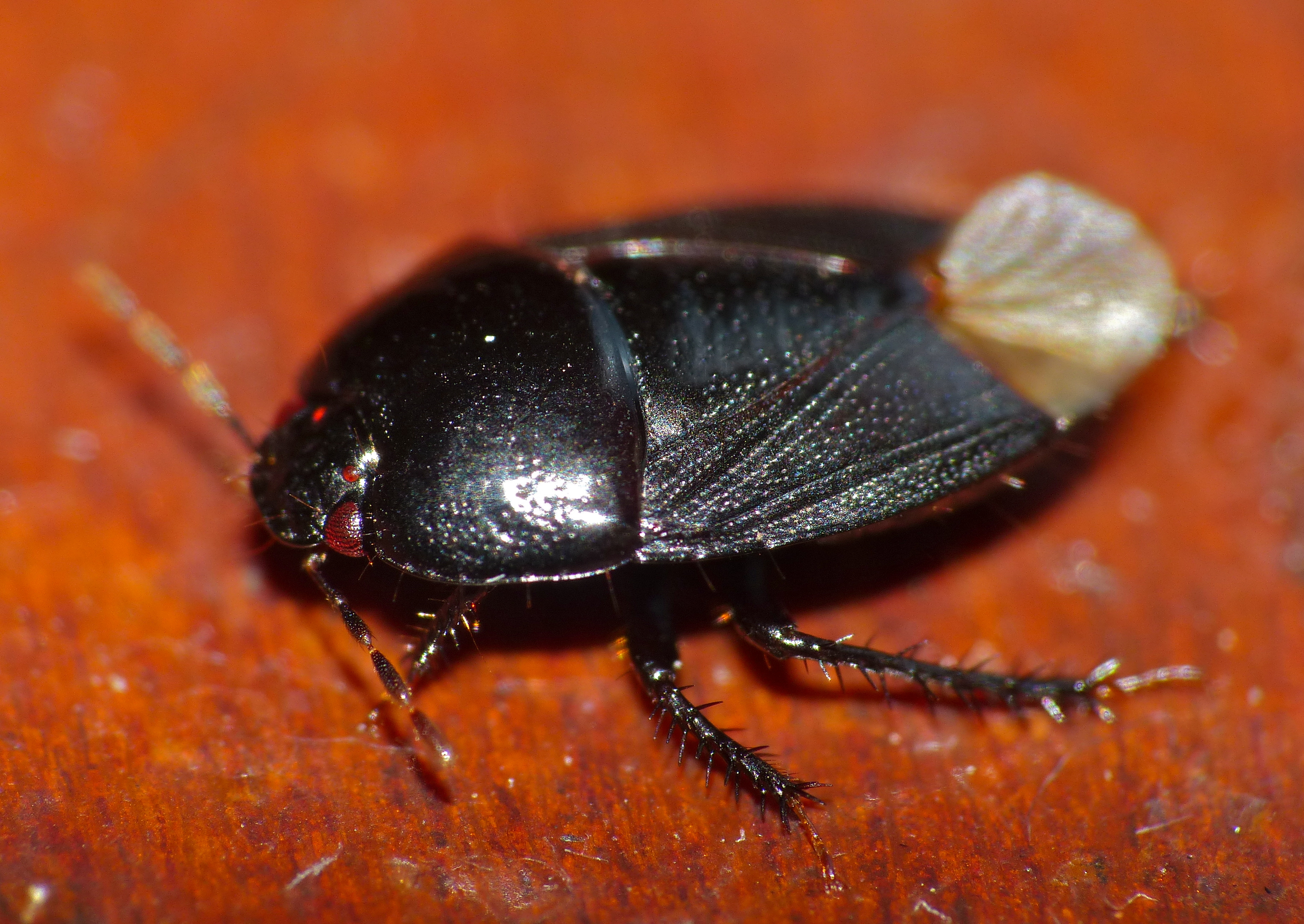
Geocnethus plagiatus

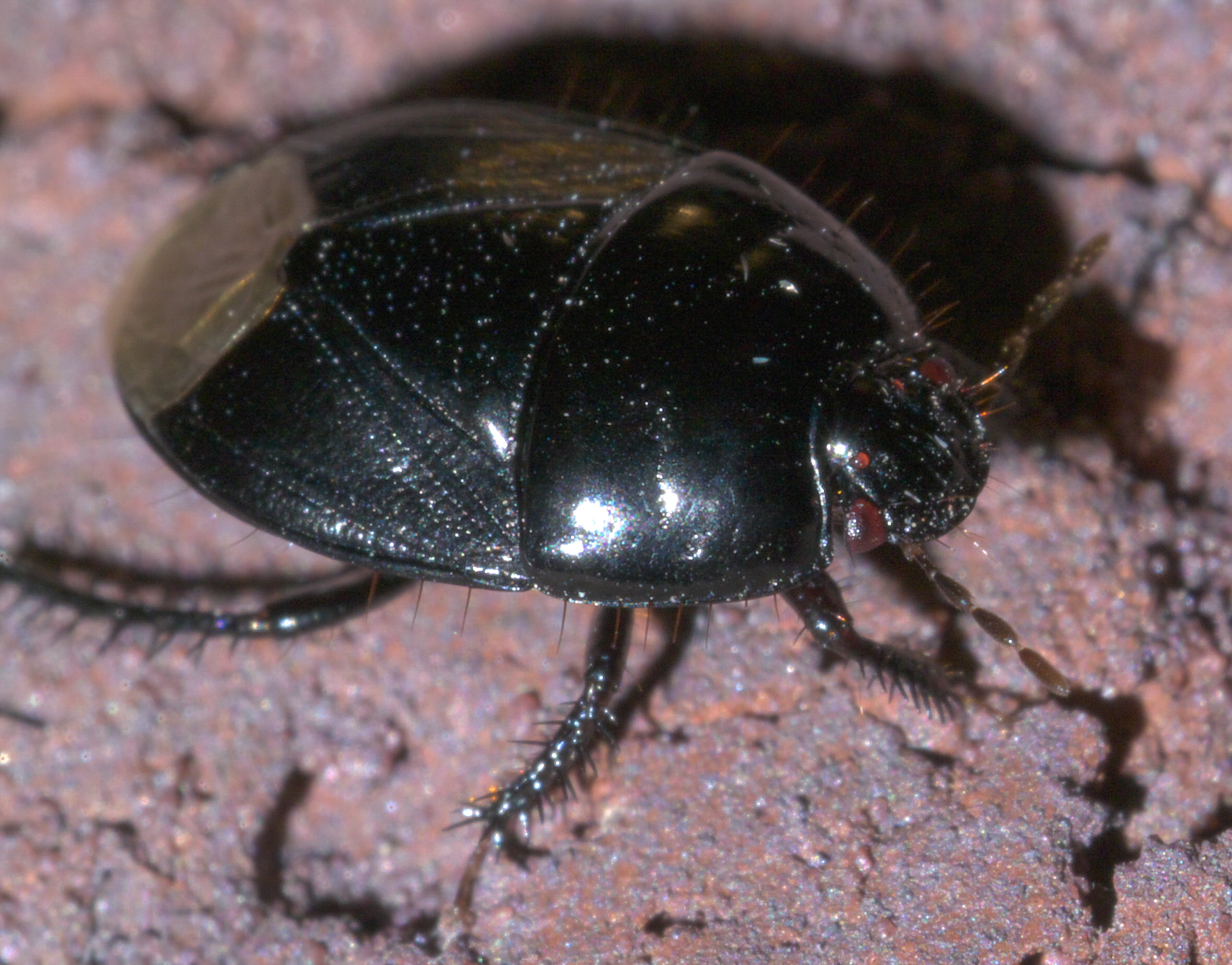
Pangaeus bilineatus

Geotomini – plemię pluskwiaków z podrzędu różnoskrzydłych, rodziny ziemikowatych i podrodziny Cydninae. Obejmuje 52 rodzaje.

## Morfologia i zasięg
Pluskwiaki o ciele czarnym, czarnobrązowym lub brązowym, bez jaśniejszych wzorów czy plam, czasem z metalicznym połyskiem. Półokrągła do prawie trójkątnej głowa ma całobrzegie krawędzie. Płytki żuwaczkowe zaopatrzone są w chetopory. Szersze niż dłuższe przedplecze ma chetopory na brzegach bocznych. Tarczka jest trójkątna, zwykle dłuższa niż szeroka, zawsze sięgająca poza połowę długości półpokryw. Te z kolei mają wyodrębnione międzykrywki, egzokoria i mezokoria. Ujścia gruczołów zapachowych zatułowia nie są przedłużone bocznie w pasma wygładzonego, wyniesionego oskórka. Wszystkie odnóża zwieńczone są stopami o członie drugim nieodbiegającym zbytnio średnicą od pierwszego i trzeciego. Genitalia samca odznaczają się prąciem o dobrze zesklerotyzowanej i pigmentowanej fallotece.
Plemię kosmopolityczne, najliczniej reprezentowane w strefie tropikalnej i subtropikalnej. W Polsce występują dwa gatunki: ziemik brunatny i ziemik włochatobrzuchy.

## Taksonomia
Takson ten wprowadzony został w 1963 roku przez Eduarda Wagnera. Plemię to obejmuje 52 rodzaje:
- Adrisa Amyot & Audinet-Serville, 1843
- Aethoscytus Lis, 1994
- Aethus Dallas, 1851
- Afraethus Linnavuori, 1977
- Afroscytus Lis, 1997
- Alonipes Signoret, 1881
- Byrsinocoris  Montandon, 1900
- Byrsinus Fieber, 1860
- Choerocydnus White, 1841
- Coleocydnus Lis, 1994
- Cydnochoerus Lis, 1996
- Cyrtomenus Amyot & Audinet-Serville, 1843
- Dallasiellus Berg, 1901
- Dearcla Signoret, 1883
- Ectinopus Dallas, 1851
- Endotylus Horváth, 1919
- Eulonips Lis, 1996
- Fromundiellus Lis, 1994
- Fromundus Distant, 1901
- Gampsotes Signoret, 1881
- Geocnethus Horváth, 1919
- Geopeltus Lis, 1990
- Geotomus Mulsant & Rey, 1866
- Hemixesta Bergroth, 1911
- Hiverus Amyot & Serville, 1843
- Katakadia Distant, 1899
- Lactistes Schiodte, 1848
- Macroscytus Fieber, 1860
- Megacydnus Linnavuori, 1993
- Melanaethus Uhler, 1876
- Mesocricus Horváth, 1884
- Microporus Uhler, 1872
- Microscytus Lis, 1993
- Onalips Signoret, 1881
- Pangaeus Stål, 1862
- Paraethus Lis, 1994
- Peltoscytus Lis, 1993
- Peribyssus Puton, 1888
- Plonisa Signoret, 1881
- Prokne Linnavuori, 1993
- Prolactistes Lis, 2001
- Prolobodes Amyot & Serville, 1843
- Pseudonalips Froeschner, 1960
- Pseudoscoparipes Lis, 1990
- Raunoloma Lis, 1999
- Rhytidoporus Uhler, 1877
- Scoparipes Signoret, 1879
- Scoparipoides Lis, 1990
- Shansia Esaki & Ishihara, 1951
- Shillukia Linnavuori, 1977
- Teabooma Distant, 1914
- Tominotus Mulsant & Rey, 1866